# بياروم ديتشي
بياروم ديتشي (الاسم العلمي:Biarum ditschianum) هو نوع من النباتات يتبع جنس البياروم من الفصيلة اللوفية.